# Trigoniodendron spiritusanctense
Trigoniodendron monotípico de plantas  pertenecientes a la familia Trigoniaceae. Su única especie:  Trigoniodendron spiritusanctense, es originaria de Brasil.

## Taxonomía
Trigoniodendron spiritusanctense fue descrita por Friedrich Anton Wilhelm Miquel y publicado en  Revista Brasileira de Biologia 47:, en el año 1987. (30 Nov 1987)